# Spiricoelotes zonatus
Spiricoelotes zonatus är en spindelart som först beskrevs av Peng och Wang 1997.  Spiricoelotes zonatus ingår i släktet Spiricoelotes och familjen mörkerspindlar. Inga underarter finns listade i Catalogue of Life.